# Abeliophyllum distichum
 (novembre 2024).
Forsythia blanc
«  Forsythia blanc » redirige ici. Pour les autres significations, voir Forsythia et Blanc.
Genre
Espèce
Classification phylogénétique
Abeliophyllum distichum, le Forsythia blanc, est une espèce de plantes à fleurs de la famille des Oléacées. C'est un arbuste originaire de Corée. C'est la seule espèce connue du genre Abeliophyllum.
La plante est cultivée en Europe et en Amérique du Nord à titre ornemental.

## Description
C'est un arbuste qui atteint 1 à 2 m de haut. Les feuilles sont opposées, simples, longues de 6 à 10 cm pour 4 à 4,5 cm de large et pubescentes sur les deux faces. Les fleurs blanches apparaissent au début du printemps avant l'apparition des nouvelles feuilles. Elles ont un pétale composé de quatre lobes et font environ 1 cm de long. Les fruits sont ronds, ailés et ont un diamètre de 2 à 3 cm..

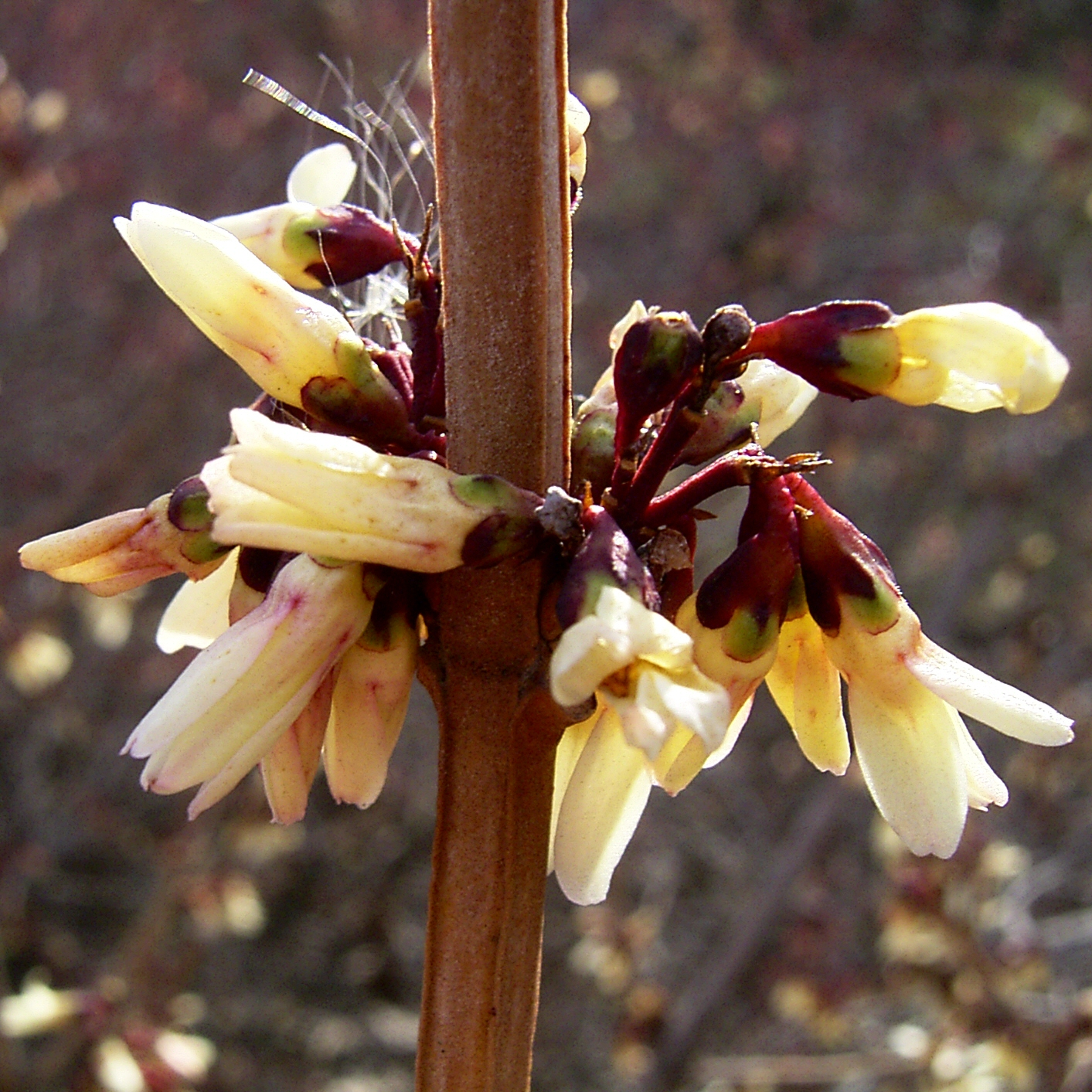
Fleurs blanches du forsythia blanc.

## Répartition géographique
La plante est originaire de Corée. Elle a été introduite en Europe et en Amérique du Nord.

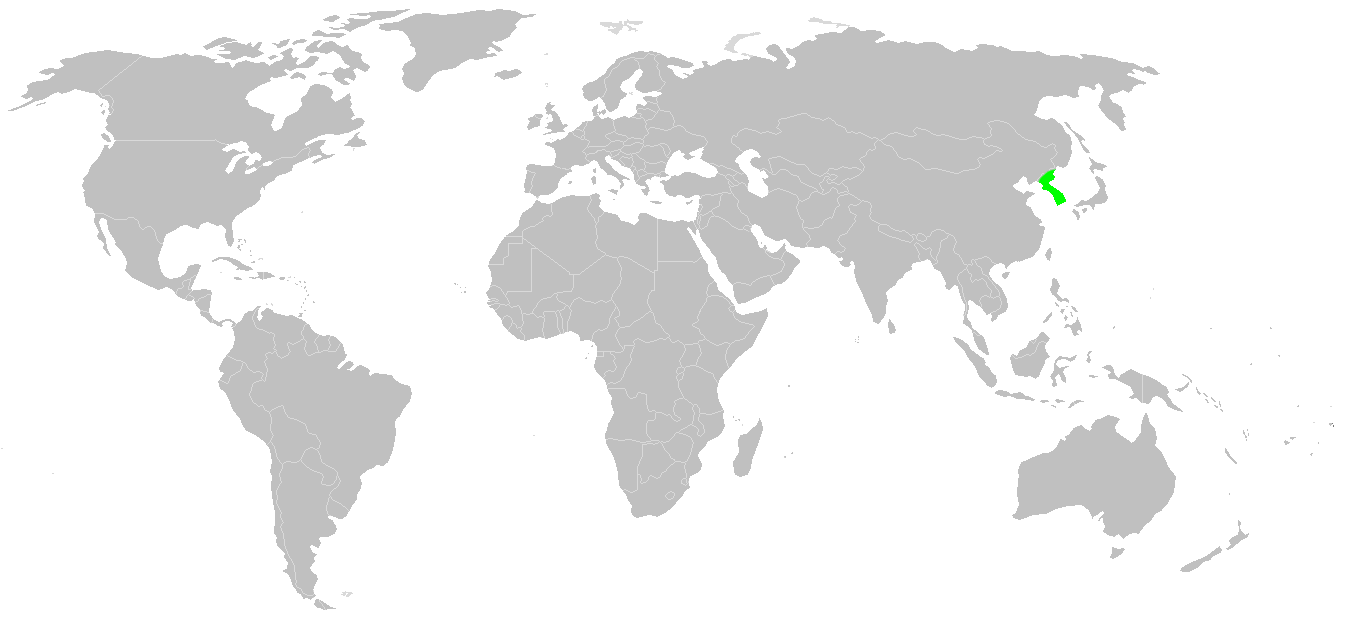
Abeliophyllum distichum

## Utilisation
L'arbuste est cultivé comme plante ornementale.